# Nereis lingulata
Nereis lingulata är en ringmaskart som beskrevs av Hilbig 1992. Nereis lingulata ingår i släktet Nereis och familjen Nereididae. Inga underarter finns listade i Catalogue of Life.